# Râul Nadăș, Rica
Râul Nadăș este un afluent al râului Rica. 

## Hărți
- Harta județului Covasna
- Harta Munții Bodoc-Baraolt  Arhivat în 29 ianuarie 2014, la Wayback Machine.